# Caça-bombardeiro

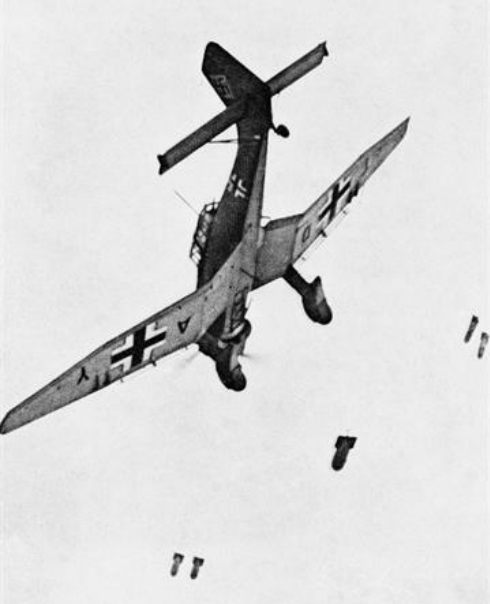
Um caça-bombardeiro Junkers Ju 87B lançando suas bombas.

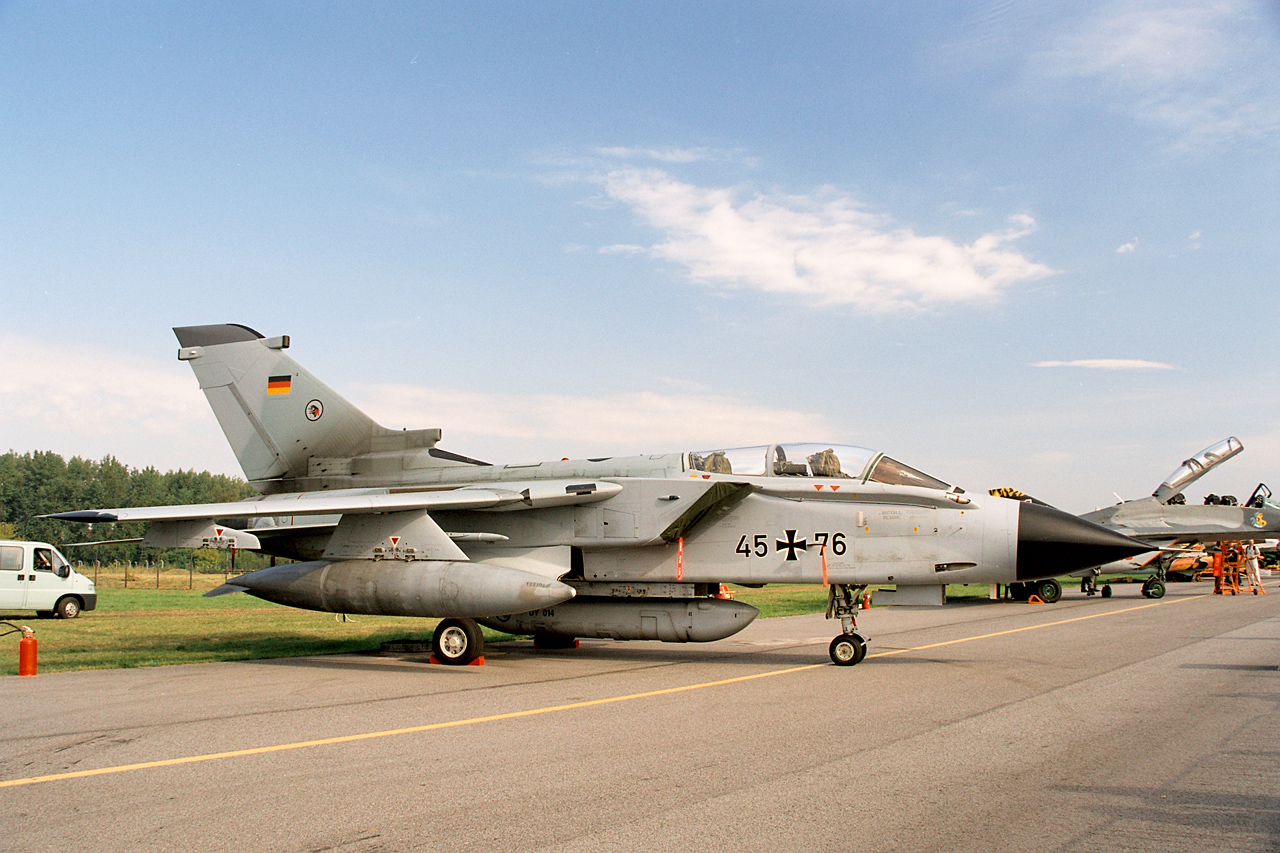
Panavia Tornado IDS da Força Aérea Alemã.

Caça-bombardeiro - é um avião que tanto pode cumprir missões de interceptação e combate ar-ar, como também pode realizar ataques com bombas e/ou foguetes a alvos terrestres. Sua menor carga de munição é compensada pelo fato dele ser mais ágil que um bombardeiro convencional, permitindo um ataque mais preciso sem se submeter ao fogo inimigo. Por esses motivos os caça-bombardeiros são utilizados até hoje.